# Marakei
Marakei es un pequeño atolón al norte de las islas Gilbert, pertenecientes a Kiribati. La laguna central consiste de numerosas cuencas profundas y está rodeada por dos islas grandes separadas por dos canales estrechos: Baretoa Pass y Reweta Pass. Estos canales son inaccesibles en marea baja.
El atolón cubre un área de 13.5 km².
- Datos: Q909758
- Multimedia: Marakei / Q909758